# The Gleneagles
The Gleneagles is een golfresort in Perth and Kinross, Schotland. Het golfresort werd opgericht in 1919 en heeft drie 18-holes golfbanen, die in bezit zijn van de "The Gleneagles Hotel".
De drie 18-holesbanen hebben een eigen naam: de PGA Centenary-, de King's- en de Queen's-golfbaan. De King's-golfbaan is de oudste golfbaan en werd opgericht in 1919. Er is ook een 9 holesbaan, de "PGA National Academy"-golfbaan, dat gebruikt wordt voor golfbeginners of familieleden.

## Golftoernooien
- Scottisch Open: 1987-1994
- Scottisch PGA Championship: 1999-2010
- Johnnie Walker Championship: 2010-2012